# پیت دای
پیت دای (انگلیسی: Pete Dye; ۲۹ دسامبر ۱۹۲۵ – ۹ ژانویهٔ ۲۰۲۰) گلف‌باز، معمار و معمار منظر اهل ایالات متحده آمریکا بود.